# Sexen
Als Sexen (lat. sexus „Geschlecht“) bezeichnet man allgemein die Bestimmung und Segregation von Tieren oder Spermien anhand des Geschlechts vor allem in der Geflügelzucht. Bekannt und zum Teil kontrovers diskutiert ist die Geschlechtsbestimmung bei Küken in Betrieben der Eier- und Geflügelproduktion. Aus wirtschaftlichen Gründen werden infolge der Bestimmung Küken mit nicht gewünschten oder nicht eindeutigen Geschlechtsmerkmalen getötet (sogenannte Eintagsküken).
In der Viehzucht, z. B. bei Rindern, findet „gesextes Sperma“ Verwendung, um zu gewährleisten, dass nur Tiere mit einem gewünschten Geschlecht gezeugt werden.

## Verbreitung

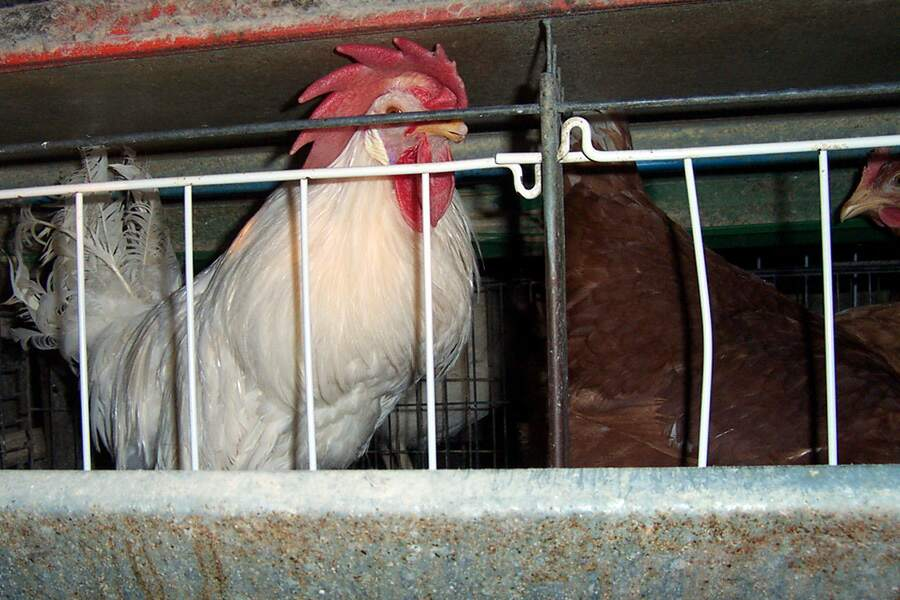
Übersehener Hahn in Legebatterie

Die Geschlechtsbestimmung wird in der Eierproduktion durchgeführt, weil nur Hennen Eier legen und daher relevant sind. Da die Zuwachsleistung von für die Eierproduktion gezüchteten Hühnerrassen unter der aus Geflügelmastzüchtungen liegt, werden die Hähnchen getötet.
In der Geflügelmast werden sowohl weibliche als auch männliche Jungvögel gemästet. Da nach Geschlecht selektierte Küken durch die anfallende Handarbeit teurer sind, werden in der Hühnermast üblicherweise sogenannte straight-run chicks verwendet, bei denen das Geschlecht nicht bestimmt wird und wo die Geschlechterverteilung ausgeglichen ist. Aufgrund der hohen Kosten werden beispielsweise in den USA nur etwa 27 % der für die Mast bestimmten Hühnerküken nach Geschlecht selektiert. Für die Putenmast gebrütete Küken werden hingegen immer selektiert, da hinreichend große Unterschiede zwischen Puten und Putern hinsichtlich Wachstumsraten, Marktreife, Management und Ernährung bestehen, um die höheren Kosten betriebswirtschaftlich zu rechtfertigen.
Geflügelzüchter sortieren Küken ebenfalls nach Geschlecht, und die unerwünschten männlichen bzw. weiblichen Tiere werden getötet, da Zuchtlinien nach Geschlecht getrennt sind (Vater- und Mutterlinien).

## Methoden
In produzierenden Betrieben wird bisher ausschließlich per Hand selektiert. Das erfolgt direkt durch den Menschen nach dem Schlüpfen und erfordert einige Übung. Zu unterscheiden sind das sogenannte Kloakensexen und das Federsexen.

### Kloakensexen
Beim „Kloakensexen“ wird leichter Druck auf die Kloake ausgeübt, wodurch sie invertiert. Der Penis ist größer, gebogener und knorpliger als die Klitoris. Das Kloakensexen erfordert eine Ausbildung, hohe Fingerfertigkeit und Konzentrationsfähigkeit. Mit entsprechender Erfahrung kann eine Person etwa 2000 Küken pro Stunde bei einer Fehlerquote von 2 % selektieren.

### Federsexen
Es gibt zwei Arten vom Federsexen; durch Kennfarbigkeit, was heute meist verwendet wird, und durch Längensexen, wobei die Federlänge entscheidend ist. Das Federsexen ist bedingt durch ein einkreuzbares Gen, welches das Wachstum einer Flügelfeder bei männlichen Küken verlangsamt. Die Unterscheidung zwischen Hähnchen und Hühnchen fällt leichter als beim Kloakensexen und ist billiger, da es kein so gut ausgebildetes Personal erfordert.
Das Gen steht in Verbindung mit einem endogenen Retrovirus. Es wurde festgestellt, dass Hähnchen mit diesem Gen bei heißem Wetter eine gesteigerte Kannibalismusneigung haben.
Nachteile beim manuellen Sexen nach dem Schlüpfen ergeben sich durch den Arbeitskosten- und Zeitaufwand. Sexen vor dem Schlüpfen wäre noch aus zwei weiteren Gründen vorteilhafter: Impfungen könnten billiger durchgeführt und das aus ethischen Gründen kritisierte Töten von Küken reduziert werden.

## Rechtslage in Deutschland
Nachdem 2013 in Nordrhein-Westfalen und Hessen das Töten männlicher Eintagsküken durch das Verbraucherschutzministerium per Erlass als tierschutzwidrig untersagt worden war, wurde erst der entsprechende Erlass im Januar 2015 durch das Verwaltungsgericht Minden für unwirksam erklärt, später entschied 2016 das Oberverwaltungsgericht Münster, dass es aufgrund Eierproduktion einen sogenannten vernünftigen Grund gemäß Tierschutzgesetz darstelle.
Das Bundesverwaltungsgericht erklärte am 13. Juni 2019 die Praxis nur für eine Übergangsperiode für zulässig. Die wirtschaftlichen Interessen von Brütereien seien allein kein vernünftiger Grund, bis zur Einführung von Verfahren, die eine Geschlechtsbestimmung bereits im Hühnerei ermöglichen, bleibe es aber erlaubt.
Am 1. Januar 2022 trat ein grundsätzliches Verbot des Kükentötens in Kraft (§ 4 c Tierschutzgesetz).

## Geschlechtsbestimmung im Ei

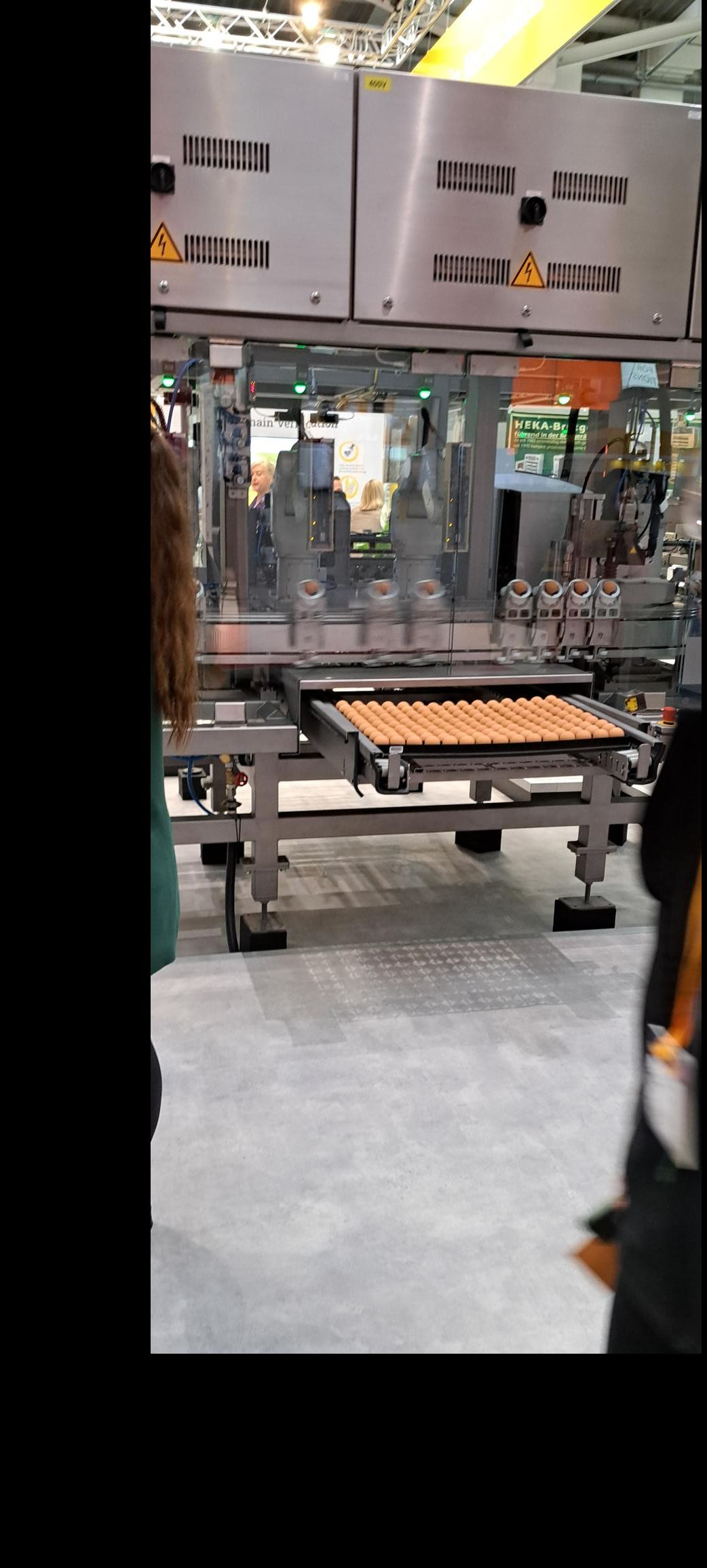
Geschlechtsbestimmung im Ei, Firma RespEGGt, EuroTier Hannover 2024

Vermeiden lässt sich die Tötung, indem die Geschlechtsbestimmung schon im Hühnerei erfolgt und männliche Küken nicht ausgebrütet werden (Ovo-Geschlechtsbestimmung). Ein praxistaugliches Verfahren hat die Firma Seleggt entwickelt. Allerdings kann die Geschlechterbestimmung erst am achten Tag, an dem die Entwicklung des Embryos schon relativ weit ist, mit einer hohen Trefferquote erfolgen. Die Eier wurden 2019 von rund 380 Rewe- und Penny-Filialen vertrieben.
Untersuchte Methoden, bei denen das angebrütete Ei geöffnet werden muss, sind eine Streulichtmethode zur Untersuchung der Blutgefäße des Embryos und eine Hormonmethode, die entnommenen Urin untersucht. Eine Methode, die das Ei unversehrt lässt, beruht auf der Bildauswertung einer Magnetresonanztomografie des bereits angebrüteten Eies. Dabei gilt eine Sortierungsmethode bis zum siebten Entwicklungstag des Embryos als erstrebenswert, wobei noch nicht endgültig geklärt ist, ab wann der Embryo Schmerzempfinden hat. Mit Hilfe der Lichtscheibenmikroskopie konnte die Nervenbahn eines siebentägigen Hühnerembryos graphisch dargestellt werden. Die Bio-Anbauverbände Bioland und Demeter lehnen die Geschlechtsbestimmung im Ei mit einer anschließenden Embryonentötung ab. Auch Biokreis und Naturland lehnen eine In-Ovo-Selektion ab. Für Bio Suisse stellt die Geschlechtsbestimmung im Ei eine gute Lösung dar.
In Deutschland ist es seit dem 1. Januar 2024 ab dem 13. Bebrütungstag verboten, bei oder nach der Anwendung eines Verfahrens zur Geschlechtsbestimmung im Hühnerei durch Eingriff an einem Hühnerei oder Abbruch des Brutvorgangs den Tod des Hühnerembryos herbeizuführen (§ 4c Absatz 3 Tierschutzgesetz); 2021 war beschlossen worden, dass das Verbot schon ab dem 7. Bebrütungstag gelten sollte, die Regelung wurde jedoch schon vor ihrem Inkrafttreten geändert (siehe oben).
Mit der CRISPR/Cas-Methode wurden Hühner so verändert, dass männliche Embryos automatisch absterben.